# Bolszaja Miosza
Bolszaja Miosza (ros. Большая Мёша) – wieś (sieło) w Rosji, w Tatarstanie, w rejonie tiulaczyńskim. W 2010 liczyła 362 mieszkańców.